# Ramal de Alfarelos

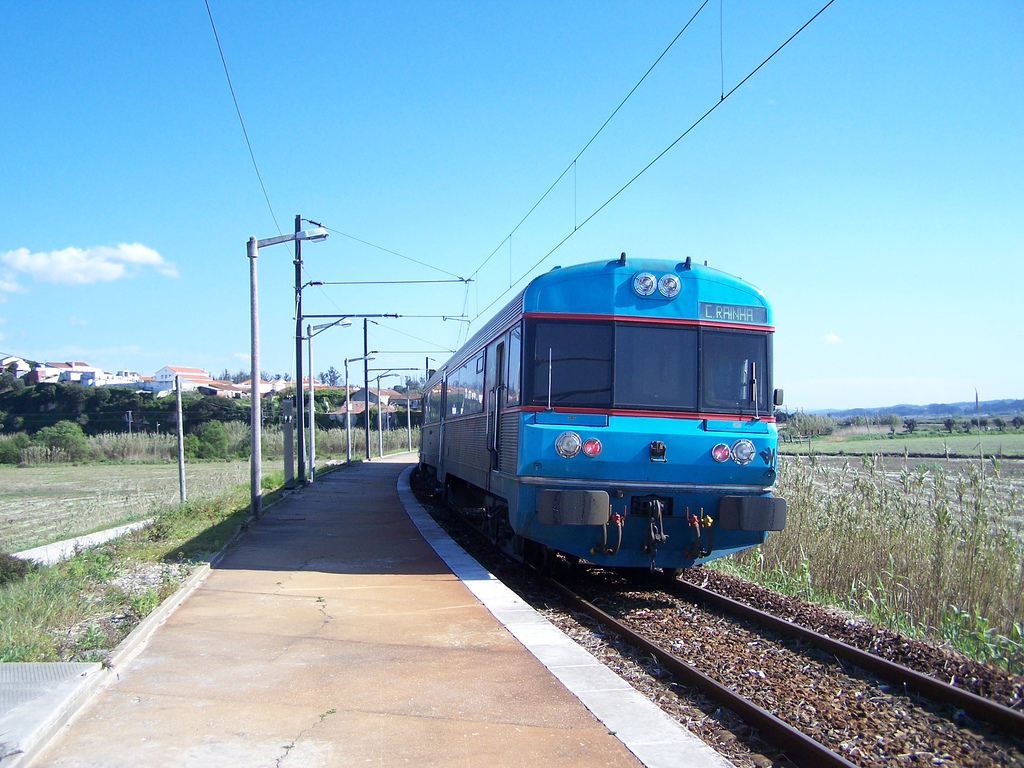
Automotor tipo 0450 en la Bifurcaçãción de Lares, en el PK 207,2 de la línea del Oeste, junto al enlace con el Ramal de Alfarelos.

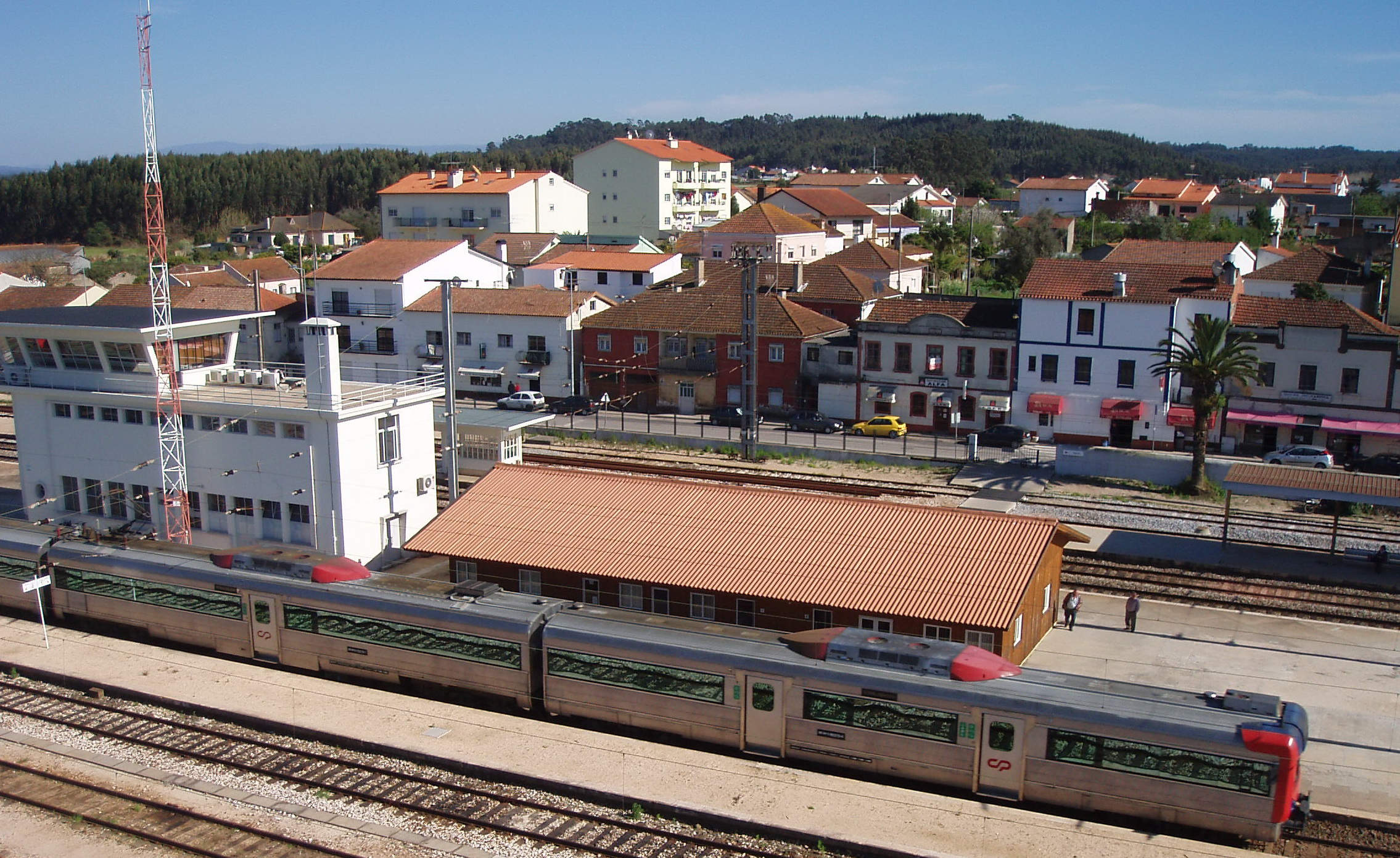
Aspecto de la estación de Alfarelos, en el PK 0,0 del Ramal de Alfarelos; las vías en primer plano forman parte de la línea del Norte.

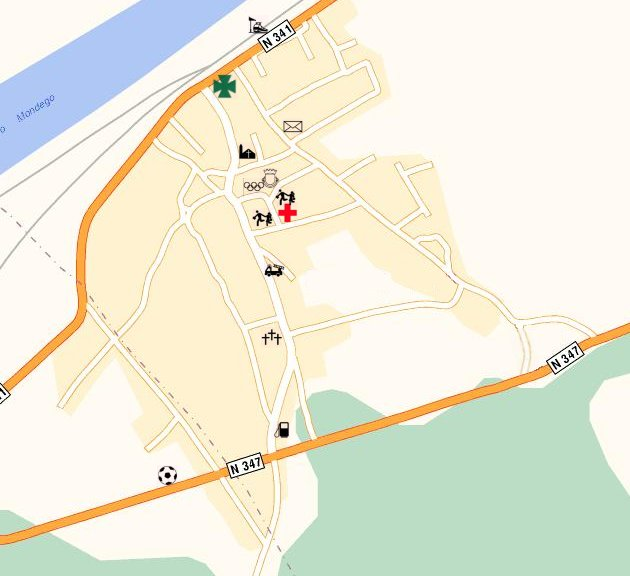
La estación de Alfarelos se localiza junto a la margen izquierda del Mondego, en el extremo norte de la población de Granja do Ulmeiro.

El Ramal de Alfarelos es una conexión ferroviaria de vía ancha en Portugal. Une las estaciones de Alfarelos, en la línea del Norte, y la Bifurcación de Lares, en la línea del Oeste, con una extensión de 16,5 km, estableciendo una importante conexión entre estas dos líneas, completando la conexión ferroviaria entre Coímbra y Figueira da Foz, y permitiendo el acceso directo a la línea del Oeste de tráfico proveniente del Norte. Fue construido por la Compañía Real de los Caminos de Ferro Portugueses, y se abrió a la explotación el 8 de junio de 1889.

## Historia
Fue después de la construcción de la línea del Oeste, en 1888, cuando se pensó en la necesidad de crear un ramal que se aproximase esta línea a la del Norte. La Compañía Real fue la empresa constructora, y este ramal fue abierto a la explotación pública el 12 de noviembre de 1890.
El 25 de mayo de 1891 fue inaugurada la Concordancia de Lares, con 627 m, entre las estaciones de Reveles y Lares, permitiendo la entrada directa de Alfarelos a Figueira da Foz, sin que el comboi tuviese que ir a Amieira y regresar hacia atrás, pues esta estación sirve de entrada directa de Alfarelos para Mira-Sintra-Meleças, en la línea del Oeste.
Este ramal tenía su inicio en la estación de Amieira, pero con la construcción de la concordancia de Lares cambió su origen a la Bifurcación de Lares.
A finales de la década de 1970, este ramal se benefició de la electrificación hasta Figueira da Foz, permitiendo ser servido por mejores convoyes.

## Explotación Comercial
En este ramal circulan diariamente convoyes entre Coímbra-Ciudad y Figueira da Foz, con las siguientes paradas también pertenecientes a la línea del Norte, ramal de la Lousã y línea del Oeste: Coímbra-B (inversión de marcha), Bencanta, Espadaneira, Casais, Taveiro, Vila Pouca do Campo, Amial, Pereira, Formoselha, Alfarelos, Montemor-o-Velho, Marujal, Verride, Reveles, Bifurcação de Lares, Lares, Fontela e Fontela-A.
- Wikimedia Commons alberga una categoría multimedia sobre Ramal de Alfarelos.